# Coelotes exitialis
Coelotes exitialis är en spindelart som beskrevs av Ludwig Carl Christian Koch 1878. Coelotes exitialis ingår i släktet Coelotes och familjen mörkerspindlar. Inga underarter finns listade i Catalogue of Life.